# Gura Văii, Mehedinți
Gura Văii este o localitate componentă a municipiului Drobeta-Turnu Severin din județul Mehedinți, Oltenia, România. Aici s-a construit complexul hidrotehnic de la Porțile de Fier I.
Pe Dealul Crucii din Gura Văii se găsește un altar creștin, care se vede din Satelit ca o piramidă în trei trepte.